# Балуев, Александр Николаевич
Алекса́ндр Никола́евич Балу́ев (род. 6 декабря 1958, Москва, РСФСР, СССР) — советский и российский актёр театра, кино, телевидения и дубляжа, режиссёр театра и кино.

## Биография
Родился 6 декабря 1958 года в городе Москве.
Отец — Николай Михайлович Балуев, кадровый военный, полковник. Мать — инженер, работала в военном институте.
В 1975 году окончил московскую школу № 637 на улице Чайковского (ныне Новинский бульвар), сейчас это переведённая на Брянскую улицу ГБОУ «Школа № 1465 имени адмирала Н. Г. Кузнецова».
После неудачной попытки поступить в Щукинское училище (в тот год в него приняли Сергея Маковецкого и Владимира Симонова) год проработал помощником осветителя в нижнем парке осветительского отделения на «Мосфильме». Занимался в Доме культуры при московском заводе «Станколит», где была художественная студия, которой руководила ученица советского актёра М. Ф. Астангова Татьяна Романовна Титова.
Вторая попытка оказалась удачной — поступает в Школу-студию МХАТ на курс П. Массальского.
В 1980 году успешно заканчивает обучение и становится актёром Театра Советской Армии, где в то время «проходили службу в армии» Денис Евстигнеев, Андрей Ташков, Олег Меньшиков. Первые роли в своей театральной карьере играет в спектаклях «Часы без стрелок» и «Дама с камелиями».
В 1986 году переходит в Московский театр им. Ермоловой (ныне — Театральный Центр им. Ермоловой), где был занят в главных ролях в спектаклях «Второй год свободы», «Снег, недалеко от тюрьмы», «Калигула».
В конце 1980-х годов Александр Балуев покидает этот театр.
В кино дебютировал в 1981 году в телесериале «Следствие ведут ЗнаТоКи. Из жизни фруктов». Широкая популярность пришла после выхода кинокартины «Мусульманин» (1995), где он сыграл роль старшего брата главного героя фильма.
С конца 90-х неоднократно снимался в голливудских фильмах, куда приглашался, обычно, на второстепенные или эпизодические роли российских офицеров. Впоследствии, этот образ «героя в погонах» практически неотрывно преследовал все его самые известные и популярные образы в кино.
Активно работал в антрепризах, сотрудничал с театрами Ленком и Красный факел.
В 2014 году спродюсировал и поставил музыкально-драматический спектакль «Территория страсти» по мотивам эпистолярного романа Шодерло де Лакло «Опасные связи».
В 2020 году состоялся режиссёрский дебют Александра Балуева, фильм «Отель».

## Семья
В 2003 году женился на гражданке Польши, журналистке Марии Урбановской, с которой до этого 10 лет состоял в фактических отношениях. Дочь Мария-Анна (род. в 2003). В 2013 году они развелись. Урбановская с дочерью вернулись в Польшу. Балуев поддерживает связь с дочерью.

## Общественная позиция
В марте 2014 года, после российской аннексии Крыма, по утверждению журналиста Мустафы Найема, подписался под обращением деятелей российской культуры против политики Владимира Путина по отношению к Украине. В июне того же этого года в одном из интервью опроверг факт собственного подписания писем по Украине. В мае 2017 года по факту незаконного пересечения украинской границы был внесён в базу данных сайта Центра «Миротворец».
В 2018 году являлся доверенным лицом кандидата в президенты России Владимира Путина.
В 2022 году поддержал вторжение России на Украину, заявив, что Россия «занимается на Украине уничтожением нацизма».

## Роли в театре

### Центральный театр Российской армии
- 1981 — «Стрела Робин Гуда» Софьи Прокофьевой и Ирины Токмаковой. Режиссёры: Сергей Арцибашев и Александр Бурдонский — Сэр Гай Гисборн
- 1981 — «Часы без стрелок» по повести Бориса Рахманина. Режиссёр: Юрий Ерёмин, Н. Петрова
- 1984 — «Дама с камелиями», по роману А.Дюма. Режиссёр: Александр Бурдонский — Арман Дюваль
- 1985 — «Рядовые» Алексея Дударева. Режиссёр: Юрий Ерёмин
- 1986 — «Деревья умирают стоя» Алехандро Касона. Режиссёр: Александр Бурдонский
- «Святая Святых» Иона Друцэ. Режиссёры: Ион Унгуряну, Эдуард Кольбус
- «Осенняя кампания 1799» Александра Ремеза. Режиссёры: Юрий Ерёмин, В.Семаков
- «Смерть Иоанна Грозного» А. К. Толстого. Режиссёр: Леонид Хейфец
- «Роман» по мотивам произведения Михаила Булгакова «Мастер и Маргарита». Режиссёр: Александр Лазарев — Понтий Пилат
- «Ревизор» по пьесе Николая Гоголя — Городничий

### Московский драматический театр имени М. Н. Ермоловой
- 1985 — «Говори!» инсценировка Александра Буравского по очеркам Валентина Овечкина «Районные будни». Режиссёр: Валерий Фокин
- 1988 — «Прощай, Иуда…» И.Иредыньского. Режиссёр: Богдан Хуссаковский (ПНР) — Ян
- 1988 — «Снег недалеко от тюрьмы», по пьесе Н. Ю. Климонтовича. Режиссёр: Андрей Житинкин
- 1988 — «Второй год свободы» по пьесе А. М. Буравского. Режиссёр: Валерий Фокин — Дантон[12][13][14]
- 1989 — «Приглашение на казнь» по роману Владимира Набокова. Режиссёр: Валерий Фокин — Родион
- 1989 — «Бронкс. Нью-Йорк» К.Одетса. Режиссёр: М.Майнер (США) — Мо Аксельрод
- 1991 — «Бесноватая» пьеса Николая Климонтовича по роману Ф. М. Достоевского «Идиот». Режиссёр: Валерий Фокин — Рогожин
- 1991 — «Калигула» Альбера Камю. Режиссёр: Андрей Житинкин — Калигула[15]

### Другие театры
- 1994 — «Банан» Славомира Мрожека «Вдовы». Режиссёры: Роман Козак «Независимая группа Аллы Сигаловой»[16]
- «Чайка» А. П. Чехова
- 1996 — «Люди и мыши» Джона Стейнбека «О мышах и людях» — Ленни Малыш Режиссёр: Михаил Горевой Продюсерская компания «Аметист».
- 1997 — «Осенние скрипки» И. Д. Сургучёва Режиссёр: Роман Виктюк — Дмитрий Иванович (Театр Романа Виктюка) — программка
- 2002 — «Великолепный мужчина», по пьесе Т. Дорста. — Господин Кропп Режиссёр М.Мокеев. Продюсерская компания «Аметист».
- 2007 — «Кот в мешке», по пьесе Елены Менич. — Телеведущий Жак Режиссёр Александр Огарев. Продюсерская компания «Аметист».
- 2010 — «Маскарад» М. Ю. Лермонтова — Арбенин Евгений Александрович (Новосибирский драматический театр «Красный факел»)[17].
- 2013 — «Небесные странники» А. П. Чехова — Доктор Дымов («Ленком»)[18].
- 2014 — «Территория страсти» — музыкально-драматический спектакль по мотивам романа «Опасные связи» Шодерло де Лакло. Московский театр эстрады. Продюсер, режиссёр и исполнитель главной роли Виконта де Вальмона— Александр Балуев. Композитор — Глеб Матвейчук.[2]
- 2015 — «ВДВ — Всем Добрый Вечер» — комедийный спектакль по мотивам пьесы «Гарнир по-французски» Марка Камолетти. Продюсер, режиссёр и исполнитель главной роли — Александр Балуев. Композитор — Глеб Матвейчук.
- 2016 — «Признание» — музыкально-драматический спектакль по пьесе Максима Фролова. Продюсер, режиссёр и исполнитель главной роли — Александр Балуев. Композитор — Глеб Матвейчук.
- 2018 — «Муж в рассрочку» — комедийный спектакль по пьесе Михаила Задорнова «Последняя попытка». Продюсер, режиссёр и исполнитель главной роли — Александр Балуев. Композитор — Глеб Матвейчук.
- 2018 — «Лабиринты сна» — мюзикл по мотивам сказки Льюиса Кэролла «Алиса в зазеркалье». — голос Чеширского кота. Продюсер, режиссёр и композитор — Глеб Матвейчук.

## Фильмография
- 1981 — Следствие ведут ЗнаТоКи. Из жизни фруктов — работник овощебазы (в титрах не указан)
- 1983 — Обман — юноша в театре, приятель Ани (в титрах не указан)
- 1984 — Егорка — командир катера
- 1984 — Стрела Робин Гуда — Гай Гисборн
- 1985 — Кармелюк — Иван, соратник Кармелюка
- 1988 — Жена керосинщика — братья-близнецы Удальцовы
- 1989 — Любовь с привилегиями («Городские подробности») — Кожемякин-младший
- 1990 — Очищение («Жизнь Василия Фивейского») — Василий Фивейский, священнослужитель
- 1990 — Час оборотня
- 1992 — Прорва — Георгий
- 1992 — Ричард Львиное Сердце — Ричард Львиное Сердце, король Англии
- 1993 — Рыцарь Кеннет — Ричард Львиное Сердце
- 1993 — Конь белый — Панчин, белогвардейский офицер
- 1993 — Лабиринт любви
- 1993 — Налётъ — Петюня
- 1994 — Чёрный клоун — Сергей Ильич
- 1995 — Мусульманин — Фёдор, брат Николая
- 1996 — Линия жизни — Вадим
- 1997 — Миротворец / The Peacemaker (США) — Александр Кодоров, русский генерал
- 1997 — Кризис среднего возраста — Григорий Копытин, художник
- 1998 — Му-му — дворник Герасим
- 1998 — Столкновение с бездной / Deep Impact (США) — русский космонавт Михаил Тульчинский
- 2000 — Маросейка, 12 — Никита Орёл, майор Налоговой полиции
- 2000 — Каменская. Убийца поневоле — генерал Вакар
- 2000 — Затворник — Константин и Андрей Стрелецкие, братья-близнецы
- 2000 — Доказательство жизни / Proof of Life (США) — русский полковник
- 2000 — Москва — Михаил, бизнесмен
- 2000 — Идеальная пара — Георгий Александрович
- 2001 — Праздник — Елисей
- 2001 — В августе 44-го… — Мищенко, резидент немецкой разведки
- 2001 — Конец века — Маркус, немецкий журналист и бойфренд Ольги
- 2001 — Наследницы — Олег, муж Веры
- 2001 — Нина. Расплата за любовь — Михаил Евгеньевич Колесник
- 2001 — Всё, что ты любишь
- 2002 — 2003 — Спецназ — Климентий Иванович Платов («Клим»), майор
- 2002 — Атлантида — Константин
- 2002 — Антикиллер — Шаман, криминальный авторитет
- 2002 — Олигарх — Корецкий, генерал ФСБ
- 2002 — По ту сторону волков — Анатолий Тяпов, бухгалтер
- 2003 — Благословите женщину — Александр Ларичев, кадровый офицер
- 2003 — Вечерний звон — оператор фильма
- 2003 — Истина момента (Азербайджан) — Гейдар Алиев
- 2003 — Марш-бросок — генерал Таманов, командующий
- 2003 — Небо и земля — Виктор Владимирович Шведов
- 2003 — Янтарные крылья — Александр, немецкий адвокат
- 2004 — Граф Крестовский — граф Крестовский
- 2004 — Московская сага — Никита Градов, кадровый военный
- 2004 — О любви в любую погоду — редактор провинциальной газеты
- 2004 — Посылка с Марса — Леонид
- 2005 — Дура — Баширцев
- 2005 — Наследницы — 2 — Олег, муж Веры
- 2005 — Гибель империи — Сергей Костин, контрразведчик
- 2005 — Заказ — Олег, киллер
- 2005 — Кушать подано! — Евгений, муж Юлии
- 2005 — Охота на изюбря — Вячеслав Извольский, руководитель металлургического комбината
- 2005 — Турецкий гамбит — Соболев, генерал
- 2006 — Вы не оставите меня — Григорий Евсеевич Зарицкий, художник
- 2006 — Никогда не разговаривайте с неизвестными
- 2006 — Офицеры — Вадим Николаевич Ширяев, полковник КГБ
- 2007 — 1612: Хроники Смутного времени — «Осина», атаман разбойников
- 2007 — Игра слов. Переводчица олигарха — Иван Фёдорович Ташков
- 2007 — Изгнание — Марк
- 2007 — Инди — Игорь Сергеевич Дукельский
- 2007 — Преступление и наказание — Аркадий Иванович Свидригайлов
- 2008 — Снежный ангел — Борис Аркадьевич Ясный
- 2008 — Частный заказ — Пётр Степанович Татарский
- 2008 — Наследство — Андрей Николаевич Прохоров / Роман Андреевич Прохоров
- 2009 — Одна война — Карп
- 2009 — Запрещённая реальность — Георгий Курыло
- 2009 — Желание — Володя, хирург
- 2010 — Кандагар — Владимир Иванович Карпатов, командир экипажа
- 2010 — На ощупь — отец
- 2010 — Дом у большой реки — Василий Крылов
- 2010 — Если небо молчит — Антиох
- 2011 — Самый лучший фильм 3-ДЭ — Виктор Палыч, главарь банды видеопиратов
- 2011 — Пётр Первый. Завещание — Пётр I
- 2012 — Жуков — Георгий Константинович Жуков
- 2012 — Шаповалов — Юрий Шаповалов
- 2012 — Жизнь и судьба — Крымов
- 2013 — Эйнштейн. Теория любви — Коненков
- 2014 — Фотограф — майор Лебядкин
- 2014 — Две женщины — Аркадий Ислаев
- 2014 — Всё могут короли — король Артур
- 2014 — Две зимы и три лета — Евдоким Подрезов
- 2014 — След тигра — егерь Павел Борисович Широков
- 2015 — Наследники — патриот
- 2015 — Воин — телеведущий
- 2016 — Герой — Терещенко
- 2016 — Повелители снов — директор
- 2016 — София — Стефан, молдавский Господарь
- 2017 — Ковчег — Ной
- 2017 — Три сестры — Солёный, сослуживец Тузенбаха
- 2017 — Демон революции — князь Василий Георгиевич Туркестанов, начальник контрразведки, полковник жандармерии
- 2018 — Любовь. Надежда. Астана / Lyubov. Nadezhda. Astana
- 2018 — Золото Лагина — Лагин
- 2019 — Француз — Татищев, белый офицер
- 2019 — На Луне — дед
- 2020 — Отель — хозяин
- 2021 — Собор — князь Григорий Иванович Бадарин
- 2021 — Угрюм-река — Пётр Громов
- 2021 — Дама с собачкой — Игорь Борисович Холодов, бывший судья, дядя Эдуарда Свиридова
- 2022 — Елизавета — Пётр I
- 2023 — Вызов — генеральный директор «Роскосмоса»
- 2023 — Беспринципные в деревне ― Фёдор Иванович
- 2024 — Беспринципные ― Фёдор Иванович Фёдоров
- 2024 — Княжна милосердия ― Дмитрий Раевский, отец Алексея
- 2025 — Князь Андрей ― Юрий Владимирович Долгорукий

## Документальные фильмы
1. 1997 — «Макс Волошин. Голоса». Режиссёр: Андрей Осипов — главный герой
2. 2002 — «Андрей Белый. Охота на ангела, или Четыре любви поэта и прорицателя» . Режиссёр: Андрей Осипов — главный герой
3. 2008 — «Планета православия. Исчезающий Царьград». — в кадре от автора
4. 2011 — «Вторая ударная. Преданная армия Власова». Режиссёр: Алексей Пивоваров — историческая документально-игровая драма — в кадре читает документы
5. 2016 — «Парад 1941 года на Красной площади». Режиссёр: Елена Демидова — историческая документальная драма — ведущий в кадре
6. 2022 — «Святитель». Режиссёр: Алексей Барыкин — ведущий в кадре

## Награды и достижения
- Приз Фестиваля молодых кинематографистов к/с «Мосфильм» (номинация «За лучшую мужскую роль», 1990) — за художественный фильм «Жена керосинщика».
- Премия «Кинотавра» (номинация «Приз за лучшую роль», 1995) — за роль в художественном фильме «Мусульманин».
- Кинопремия «Ника» (номинация «Лучшая роль второго плана», 1995) — за роль в художественном фильме «Мусульманин».
- Приз IV ТВ конкурса «Вместе» (IV Ялтинский телефорум) (номинация «За интересное актёрское воплощение образа», 2003) — за роли в фильмах «По ту сторону волков», «Янтарные крылья», «Истина момента».
- XIII Международный кинофестиваль в Варне (номинация «Лучшая мужская роль», 2005) — за роль в художественном фильме «Заказ».
- Премия ФСБ России (номинация «Актёрская работа», 2006) — за роль контрразведчика капитана Костина в телевизионном художественном фильме «Гибель империи».
- Премия «Звезда Театрала» (номинация «Лучший актёр», 2013).
- Премия фестиваля «Амурская осень» (номинация «Лучший режиссёрский дебют», 2016) — за спектакль «Территория страсти»[19].
- Премия «Фигаро» в номинации «За блистательное исполнение ролей в кинематографе и на российской театральной сцене»[20].